# Торгаска (хутір)
Торга́ска (рос. Торгаска, башк. Торғаҫ) — хутір у складі Ішимбайського району Башкортостану, Росія. Входить до складу Скворчихинської сільської ради.
Населення — 8 осіб (2010; 6 в 2002).
Національний склад:
- росіяни — 100%